# 2012 UU177
2012 UU177, também escrito como 2012 UU177, é um objeto transnetuniano (TNO) que está localizado no cinturão de Kuiper, uma região do Sistema Solar. Ele é classificado como um cubewano. O mesmo possui uma magnitude absoluta de 8,4 e tem um diâmetro com cerca de 92 km.

## Descoberta
2012 UU177 foi descoberto no dia 21 de outubro de 2012.

## Órbita
A órbita de 2012 UU177 tem uma excentricidade de 0,035 e possui um semieixo maior de 43,791 UA. O seu periélio leva o mesmo a uma distância de 42,264 UA em relação ao Sol e seu afélio a 45,318 UA.